# Condado de Gove
El condado de Gove (en inglés: Gove County) es un condado en el estado estadounidense de Kansas. En el censo de 2000 el condado tenía una población de 3.068 habitantes. La sede de condado es Gove City. El condado fue fundado el 11 de marzo de 1868 y fue nombrado en honor a Grenville L. Gove.

## Geografía
Según la Oficina del Censo, el condado tiene un área total de 2.775 km² (1.071 sq mi), de la cual 0,01% es agua.

### Condados adyacentes
- Condado de Sheridan (norte)
- Condado de Graham (noreste)
- Condado de Trego (este)
- Condado de Ness (sureste)
- Condado de Lane (sur)
- Condado de Scott (suroeste)
- Condado de Logan (oeste)
- Condado de Thomas (noroeste)

## Demografía
En el  censo de 2000, hubo 3.068 personas, 1.245 hogares y 861 familias residiendo en el condado. La densidad poblacional era de 2,9 personas por milla cuadrada (1,1/km²). En el 2000 había 1.423 unidades habitacionales en una densidad de 1,3 por milla cuadrada (0,5/km²). La demografía del condado era de 97,95% blancos, 0,10% afroamericanos, 0,16% amerindios, 0,10% asiáticos, 0,72% de otras razas y 0,98% de dos o más razas. 1,24% de la población era de origen hispano o latino de cualquier raza. 
La renta promedio para un hogar del condado era de $33.510 y el ingreso promedio para una familia era de $40.438. En 2000 los hombres tenían un ingreso medio de $26.863 versus $21.357 para las mujeres. La renta per cápita para el condado era de $17.852 y el 10,30% de la población estaba bajo el umbral de pobreza nacional.

## Ciudades y pueblos
- Gove City
- Grainfield
- Grinnell
- Oakley
- Park
- Quinter